# القمر الورقي (مسلسل)
القمر الورقي (بالكورية: 종이달)؛ هو مسلسل تلفزيوني كوري جنوبي، من بطولة كيم سيو هيونغ، يو سون، سيو يونغ-هي، لي سي وو، جونغ جونغ هوان، لي تشون هي، يون هي-سيوك. مقتبس من رواية "القمر الورقي" من تأليف ماتسيو كاكوتا. التي ايضاً تم تحويلها سابقًا إلى فيلم ومسلسل تلفزيوني في اليابان. عرض على Genie TV و ENA، وتيفينج، عرض في 10 ابريل إلى 9 مايو 2023 ، بث كل يوم الاثنين والثلاثاء الساعة 22:00 بتوقيت (KST).

## القصة
تعيش يو يي هوا (كيم سيو هيونغ) مع زوجها الذي لا يبالي بها. حياتها كربة منزل مريحة ولكنها مملة. تبدأ العمل في أحد البنوك كموظف بعقد. أثناء عملها في البنك، استعادت ثقتها بنفسها. فتبدا يي هوا في سرقة الأموال من عملائها من كبار الشخصيات.

## الطاقم

### رئيسي
- كيم سيو هيونغ في دور يو يي هوا[7]
- يو-سون في دور ريو جا-يول[8]
- سيو يونغ-هي في دور كانغ سيون يونغ[8]
- لي سي وو في دور يون مين جاي[9]
- جونج جونغ هوان في دور تشوي جي هيون[8]
- لي تشون-هي في دور سيونغ سي هون[8]
- يون هي-سيوك في دور جي-غوك[8]

### دور داعم
- يو أوي تاي بدور جيوم سوك-جين[10]
- بيون سيو يون في دور ليم جا-ديون[11]
- كيم جاي إن في دور جين يونغ-سيو[12]
- يو تشاي هي في دور سيونغ تاي-مي[13]
- يون بو را في دور لي رو-ري[14]
- يون أ جونغ في دور سو مي-كيونغ[15]
- لي غا ريونغ في دور جوو سي جو[16]

## المشاهدات
| الحلقات | تاريخ البث    | تقييمات نيلسن كوريا (ENA) | تقييمات نيلسن كوريا (ENA) |
| الحلقات | تاريخ البث    | على الصعيد الوطني         | سيئول                     |
| --- | ------------- | ------------------------- | ------------------------- |
| 1 | 10 أبريل 2023 | 0.975%                    | 1.057%                    |
| 2 | 11 أبريل 2023 | 0.9%                      | 1.263%                    |
| 3 | 17 أبريل 2023 | 1.056%                    | 1.187%                    |
| 4 | 18 أبريل 2023 | 1.0%                      | 1.150%                    |
| 5 | 24 أبريل 2023 | 0.9%                      | N/A                       |
| 6 | 25 أبريل 2023 | 0.9%                      | N/A                       |
| 7 | 1 مايو 2023   | 1.242%                    | 1.657%                    |
| 8 | 2 مايو 2023   | 1.306%                    | 1.386%                    |
| 9 | 8 مايو 2023   | 1.405%                    | 1.695%                    |
| 10 | 9 مايو 2023   | 1.504%                    | 1.617%                    |
| متوسط |               |                           |                           |
| - تُبث هذه الدراما على قناة الكابل / التلفزيون المدفوع الذي عادةً ما يكون جمهورها أصغر نسبيًا مقارنةً بالمحطات التلفزيونية / العامة (KBS ، SBS ، MBC ، EBS). |               |                           |                           |

## الإنتاج
المسلسل من تخطيط كي تي إستوديو (قسم انتاج الدراما التابع لكي تي). من المقرر عرضه على شبكات كي تي Genie TV و ENA ، بجانب تيفينج. تم انتاجه بواسطة لوت كالتشروركس وسوبر مون بيكتشرز .

## روابط خارجية
- الموقع الرسمي
 (بالكورية)
- القمر الورقي على موقع IMDb (الإنجليزية)
- القمر الورقي على موقع قاعدة بيانات الفيلم (الإنجليزية)
- القمر الورقي على هانسينما